# Monterey (Kentucky)
Monterey – miasto w Stanach Zjednoczonych, w stanie Kentucky, w hrabstwie Owen.